# Jan Procházka (vědec)
Jan Procházka (* 10. srpna 1961, Znojmo) je český vědec, chemik, podnikatel a odborník a průkopník v oblasti nanotechnologií. Mezi jeho nejznámější patenty patří například nátěr FN NANO® a baterie HE3DA. 

## Život

### Studium a emigrace
Chemie ho uchvátila, když ve dvanácti letech dělal doma pokus s hypermanganem. Rodiče ho poté začali podporovat v chemii a vybavili ho funkční laboratoří. Po ukončení gymnázia v Novém Strašecí nastoupil na VŠCHT v Praze na katedru kovů a speciálních anorganických materiálů. Po ukončení studia v roce 1985 začal pracovat ve Výzkumném ústavu sdělovací techniky Tesla. V důsledku politické situace v Československu se v roce 1987 rozhodl emigrovat do Západního Německa a poté do USA, kde byl nejprve taxikářem nebo sbíral listí. Brzy poté však začal pracovat v jedné společnosti jako chemik. V roce 1998 byl spuštěn výzkum anorganických nanomateriálů v BHP Minerals, jednom z největších těžařských podniků. Projekt, na kterém pracoval, odkoupila americká společnost Altair Nanotechnologies, Inc., kde pokračoval jako Senior Research Scientist ve zkoumání výroby a využití nanomateriálů na bázi anorganických oxidů. Jedním z důsledků jeho práce byla úspěšná technologie lithiových akumulátorů, která se používá především pro elektrobusy v USA a Číně, ale také v Česku. V roce 1999 dokončil studium managementu na University of Nevada.

### Po návratu do Česka
V roce 2005 se vrátil do České republiky. Připojil se k firmě společnosti Advanced Materials-JTJ s.r.o., která se zaměřuje na komerční využití výsledků vrcholového výzkumu v oblasti nanotechnologií. Po důkladném výzkumu v roce 2009 založili její dceřinou firmu HE3DA, kde se stal jednatelem. Se svým týmem vytvořil nový typ lithium-iontového akumulátoru, který předváděl na odborných setkáních alespoň od roku 2010. Baterie je pevnější a bezpečnější a má 3D elektrodu vyrobenou z lithiového nanomateriálu. V roce 2010 si dodělal doktorát na Univerzitě Karlově v oblasti organické chemie. Poté navrhli inteligentní aktivní nátěr FN NANO, jenž přetváří energii světla na účinný čisticí efekt, chrání plochy před usazováním mikroorganismů a čistí vzduch od patogenů a znečišťujících látek.
V roce 2022 byl zvolen předsedou České společnosti pro aplikovanou fotokatalýzu, kterou spoluzakládal. Je rovněž členem Electrochemical Society, American Ceramic Society, technické pracovní skupiny MPO/TWG pro WGC BREF nebo dozorčí rady Asociace nanotechnologického průmyslu ČR. Byl stálým hostem Parlamentní komise pro vědu a výzkum nebo členem Akademického sněmu AV ČR. Kromě toho spolupracuje s významnými univerzitami.
V roce 2017 obdržel od Milana Štěcha Stříbrnou medaili předsedy Senátu. U příležitosti výročí vzniku Československa 28. října 2017 vyznamenán prezidentem Milošem Zemanem medailí Za zásluhy I. třídy.

## Ocenění
- Čestné uznání od Catrine Cortez Masto, senátorky Spojených států, za úsilí při používání TiO2 inovativní nanotechnologie ke zmírnění globálního oteplování
- Národní vítěz v soutěži European Business Awards 2015/16 (kategorie Inovace)
- Grand Prix, ForEnergo 2015, cena za bateriově-solární balancovaný systém
- CzechInno 2015, titul Vizionář 2015 za inovaci “Nanočistička vzduchu poháněná světlem”
- Stříbrná medaile předsedy Senátu (2017)
- Medaile Za zásluhy I. stupně (2017)
- Národního vítěz v soutěži European Business Awards 2019 (kategorie Inovace)